# Ракараву

Ракараву

Ракараву (канн. ರಕಾರವು) — ра, буква алфавита каннада, обозначает альвеолярный дрожащий согласный /r/. В лигатурах имеет два графических варианта написания: аркаватту (ಅರ್ಕಾವತ್ತು) — внутристрочный постпозитивный знак, является дублёром алфавитной буквы ракараву, но пишется после буквы перед которой произноситься (пример: ಧರ್ಮ — дхарма), раотту — подстрочный знак, обозначает в лигатуре букву ракараву на второй позиции (пример: ಬ್ರಹ್ಮ — Брахма).
Кагунита: ರಾ , ರಿ , ರೀ , ರು , ರೂ , ರೆ , ರೇ , ರೈ , ರೊ , ರೋ , ರೌ .

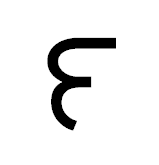
Аркаватту (аркавалийу)
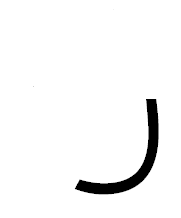
Раотту